# Liste der Beteiligungen der Verlagsgesellschaft Madsack
Die Liste der Beteiligungen der Verlagsgesellschaft Madsack enthält eine Übersicht über die Mehrheitsbeteiligungen der Verlagsgesellschaft Madsack GmbH & Co. KG mit operativem Geschäft. Die Madsack Mediengruppe (so die mediale Eigenbezeichnung des Unternehmens) fungiert neben ihrer Eigenschaft als Holding auch als Herausgeberin der beiden hannoverschen Tageszeitungen Hannoversche Allgemeine Zeitung und Neue Presse. Die durchgerechneten wirtschaftlichen Beteiligungsquoten können von den Beteiligungsprozentsätzen im Geschäftsbericht abweichen, da sich letztere gemäß § 313 HGB anders berechnen: Hier geht der Beteiligungsbesitz der Konzernunternehmen (also Unternehmen, an denen die Verlagsgesellschaft Madsack GmbH & Co. KG die Mehrheit hält) zu 100 Prozent in die Quote mit ein, selbst wenn an dem Unternehmen etwa nur 51 Prozent gehalten werden.

## Regionale Medienhäuser (Mehrheitsbeteiligungen)
Das Leistungsangebot der regionalen Medienhäuser der Madsack Mediengruppe besteht aus lokal-regionalen Informationsangeboten, Werbedienstleistungen und anderem. Die Print-Produkte werden mit digitalen Angeboten (Online, Apps) unter derselben Marke ergänzt.
| Name der Gesellschaft                                          | Standort                  | Wesentliche Produkte, Dienstleistungen | Durchgerechneter wirtschaftlicher Beteiligungsprozentsatz |
| -------------------------------------------------------------- | ------------------------- | --- | --------------------------------------------------------- |
| Göttinger Tageblatt GmbH & Co. KG                              | Göttingen                 | Göttinger Tageblatt (TZ), Eichsfelder Tageblatt (TZ), Blick Göttingen (AB), GT Media Store | 99,00                                                     |
| Kieler Zeitung Verlags- und Druckerei KG GmbH & Co             | Kiel                      | Kieler Nachrichten (TZ), Druckzentrum Kiel | 45,65                                                     |
| Leipziger Verlags- und Druckereigesellschaft mbH & Co. KG      | Leipzig                   | Leipziger Volkszeitung (TZ), LVZ sonntag (App), LVZ Media Store | 85,00                                                     |
| Lübecker Nachrichten GmbH                                      | Lübeck                    | Lübecker Nachrichten (TZ) | 95,74                                                     |
| Madsack Medien Ostniedersachsen GmbH & Co. KG                  | Gifhorn, Peine, Wolfsburg | Peiner Allgemeine Zeitung (TZ), Aller-Zeitung (TZ), Wolfsburger Allgemeine Zeitung (TZ), Gifhorner Rundblick (AB), Neue Peiner Woche (AB), Neue Salzgitter Woche (AB), Wolfenbütteler Schaufenster (AB), Wolfsburger Rundblick (AB) | 100,00                                                    |
| Märkische Verlags- und Druck-Gesellschaft mbH Potsdam          | Potsdam                   | Märkische Allgemeine Zeitung (TZ), MAZ sonntag (App), MAZ Media Store | 71,61                                                     |
| Ostsee-Zeitung GmbH & Co. KG                                   | Rostock                   | Ostsee-Zeitung (TZ), Druckzentrum Rostock | 95,74                                                     |
| Schaumburger Nachrichten Verlagsgesellschaft mbH & Co. KG      | Stadthagen                | Schaumburger Nachrichten (TZ), SN sonntag (App), SN Media Store | 80,00                                                     |
| Torgauer Verlagsgesellschaft mbH & Co. KG                      | Torgau                    | Torgauer Zeitung | 85,00                                                     |
| DDV Mediengruppe GmbH & Co. KG                                 | Dresden                   | Sächsische Zeitung (TZ), Dresdner Morgenpost (TZ), Chemnitzer Morgenpost (TZ), TAG24 | 100,00                                                    |
| Zeitungsverlag Naumburg Nebra GmbH & Co. KG                    | Naumburg                  | Naumburger Tageblatt (TZ) | 63,84                                                     |
| Druck- und Verlagshaus Hüpke & Sohn Weserland-Verlag GmbH      | Holzminden                | Täglicher Anzeiger Holzminden (TZ), Schaufenster (AB), Weserbote am Samstag (AB) | 67,0                                                      |
| Abkürzungen: AB Anzeigenblatt, App Mobile App, TZ Tageszeitung |                           | |                                                           |

## Anzeigenblatt-Verlage
Die meisten Anzeigenblatt-Verlage sind direkte Tochtergesellschaften der regionalen Medienhäuser.
| Name der Gesellschaft                                | Standort     | Wesentliche Produkte, Dienstleistungen | Durchgerechneter wirtschaftlicher Beteiligungsprozentsatz |
| ---------------------------------------------------- | ------------ | --- | --------------------------------------------------------- |
| Göttinger Tageblatt GmbH & Co. KG                    | Göttingen    | Hallo Sonntag im Eichsfeld | 99,00                                                     |
| MADSACK Medien Hannover GmbH & Co. KG                | Hannover     | Hallo Mittwoch Barsinghausen, Hallo Sonntag im Barsinghausen | 100,00                                                    |
| elbe WOCHENBLATT Verlagsgesellschaft m.b.H. & Co. KG | Hamburg      | Elbe Wochenblatt | 34,30                                                     |
| GZ Medien GmbH                                       | Gießen       | Gießener Zeitung | 25,50                                                     |
| Leipzig Media GmbH                                   | Leipzig      | Sachsen Sonntag, Leipziger Rundschau | 85,00                                                     |
| MV Media GmbH & Co. KG                               | Rostock      | Ostsee-Anzeiger | 95,74                                                     |
| Lübecker Nachrichten Media GmbH                      | Lübeck       | Wochenspiegel | 95,74                                                     |
| Leipzig Media GmbH                                   | Leipzig      | Osterland Sonntag, Rostocker Sonntag | 85,00                                                     |
| MADSACK Medien Hannover GmbH & Co. KG                | Hannover     | Anzeiger Gehrden/Ronnenberg, Hallo Hannoversches Wochenblatt, Hallo Sonntag in Garbsen / Seelze, Hallo Sonntag in Gehrden / Ronnenberg, Hallo Sonntag in Hannover, Hallo Sonntag in Laatzen, Laatzener Woche, Rundblick Garbsen/Seelze | 100,00                                                    |
| Verlag SCHAUFENSTER GmbH & Co. KG                    | Wolfenbüttel | Wolfenbüttler Schaufenster | 74,90                                                     |
| Brandenburg Media GmbH & Co. KG                      | Potsdam      | WochenSpiegel, WochenSpiegel Wittenberge | 71,61                                                     |

## Druck
Die MADSACK Mediengruppe verfügt über drei Druckzentren an den Standorten Rostock, Kiel und Potsdam (siehe „Regionale Medienhäuser“).
| Name der Gesellschaft                    | Standort | Wesentliche Produkte, Dienstleistungen | Durchgerechneter wirtschaftlicher Beteiligungsprozentsatz |
| ---------------------------------------- | -------- | -------------------------------------- | --------------------------------------------------------- |
| Kieler Zeitung GmbH & Co. Offsetdruck KG | Kiel     | Druck                                  | 45,65                                                     |
| Pressedruck Potsdam GmbH                 | Potsdam  | Druckdienstleistungen                  | 58,10                                                     |

## Digitalgeschäft
Neben Vermarktung und Vertrieb redaktioneller Angebote (Online, Apps) zählen Kunden-Dienstleistungen (z. B. Programmierung von Websites, Einkaufsführer-Apps) sowie enge Kooperationen mit Online-Marktplätzen (z. B. Kimeta), an denen die Madsack Mediengruppe minderheitsbeteiligt ist, zum Digitalgeschäft des Unternehmensverbunds. Das Madsack-Media-Store-Konzepts ist ein Einzelhandelskonzept, bei dem Endkunden Komplett-Pakete für die mobile Mediennutzung erwerben können (Endgerät, redaktionelle Apps, Datenflatrate, Schulungen).
| Name der Gesellschaft               | Standort | Wesentliche Produkte, Dienstleistungen | Durchgerechneter wirtschaftlicher Beteiligungsprozentsatz |
| ----------------------------------- | -------- | --- | --------------------------------------------------------- |
| Madsack Medienagentur GmbH & Co. KG | Hannover | Berater, Dienstleister und Franchisegeber für das Madsack-Media-Store-Konzept. Betreiber des HAZ/NP Media Stores                                                                             | 100,00                                                    |
| Madsack Medienagentur GmbH & Co. KG | Hannover | Zentraler Dienstleister für die Mediengruppe in Bezug auf Entwicklung, Bereitstellung und Support für die Bereiche Online und Mobile Media; u. a. Betreiber von diversen Nachrichtenportalen | 100,00                                                    |
| radio.de GmbH                       | Hamburg  | Radio.de, radio.at, radio.fr, rad.io (jeweils Website, Apps) | 100,00                                                    |
| sportbuzzer GmbH                    | Hannover | Online-Portal für Amateurfußball | 100,00                                                    |

## Film und Fernsehen
Mit TVN bietet die Madsack Mediengruppe an zehn Standorten umfangreiche redaktionelle und technische Dienstleistungen für Film, Fernsehen und Internet. Neben der TV-Produktion als wichtigstes Geschäftsfeld (v. a. Sendeabwicklung, Liveübertragung von Sport und Shows, Fernsehformate, News) bietet die Gruppe Dienstleistungen im Corporate Media-Bereich an (Imagefilme sowie Online-Produktionen). TVN verfügt mit TVN FACTUAL ENTERTAINMENT zudem über eine Produktionsfirma für neue Formate und Sendeformen, die private und öffentlich-rechtliche Sender regelmäßig mit Formaten und Magazinen bestückt, darunter auch Drittfenster-Sendeplätze auf RTL.
| Name der Gesellschaft           | Standort | Wesentliche Produkte, Dienstleistungen | Durchgerechneter wirtschaftlicher Beteiligungsprozentsatz |
| ------------------------------- | -------- | --- | --------------------------------------------------------- |
| TVN FACTUAL ENTERTAINMENT GmbH  | Hannover | Redaktionsbetrieb für Reportagen, Dokumentationen, Format- und Stoffentwicklung | 100,00                                                    |
| TVN GROUP HOLDING GmbH & Co. KG | Hannover | Muttergesellschaft von TVN CORPORATE MEDIA GmbH & Co. KG, TVN LIVE PRODUCTION GmbH, TVN PRODUCTION GmbH & Co. KG, TVN FACTUAL ENTERTAINMENT GmbH, TVN SOLUTIONS GmbH                           | 100,00                                                    |
| TVN LIVE PRODUCTION GmbH        | Hannover | Fernsehen – Außenübertragung: Konzeption und Betrieb mobiler Übertragungstechnik, Produktion von internationalen Show-, Konzert- und Sportveranstaltungen, vielfältige mediale Großereignisse. | 65,00                                                     |
| TVN PRODUCTION GmbH & Co. KG    | Hannover | Fernsehen – Sendebetrieb: Studiobau und Sendeplanung, Studios, Fernsehteams, Technik, Schnitt, Postproduktion (Grafik), IT-Services, Web-Applikationen.                                        | 100,00                                                    |
| TVN SOLUTIONS GmbH              | Hannover | | 100,00                                                    |

## Post und Logistik
Der Betrieb von Transport- und Zustellorganisationen zählt seit jeher zu den Aktivitäten der Madsack Mediengruppe (Zeitungszustellung, Direktverteilung). Seit Aufhebung des Briefmonopols im Jahr 2008 und der damit einhergehenden Liberalisierung des deutschen Postmarkts gehören auch Briefdienstleistungen zum festen Bestandteil des Leistungsangebots des Konzerns.
| Name der Gesellschaft             | Standort     | Wesentliche Produkte, Dienstleistungen | Durchgerechneter wirtschaftlicher Beteiligungsprozentsatz |
| --------------------------------- | ------------ | -------------------------------------- | --------------------------------------------------------- |
| Blitz-Kurier GmbH                 | Rathenow     | Post-/ Logistikdienstleistungen        | 36,52                                                     |
| CITIPOST GmbH                     | Hannover     | Post-/ Logistikdienstleistungen        | 100,00                                                    |
| CITIPOST Göttingen GmbH           | Göttingen    | Post-/ Logistikdienstleistungen        | 99,00                                                     |
| CITIPOST Südniedersachsen GmbH    | Hildesheim   | Post-/ Logistikdienstleistungen        | 100,00                                                    |
| City Brief Bote GmbH              | Schwedt/Oder | Post-/ Logistikdienstleistungen        | 36,52                                                     |
| DEBEX GmbH                        | Potsdam      | Post-/ Logistikdienstleistungen        | 36,52                                                     |
| Lübecker Nachrichten Zustell GmbH | Lübeck       | Post-/ Logistikdienstleistungen        | 23,84                                                     |
| LVZ Post GmbH                     | Leipzig      | Post-/ Logistikdienstleistungen        | 85,00                                                     |
| MAZ MAIL GmbH                     | Potsdam      | Post-/ Logistikdienstleistungen        | 71,61                                                     |
| Märkische Postdienste GmbH        | Potsdam      | Post-/ Logistikdienstleistungen        | 36,52                                                     |
| Nordbrief GmbH                    | Rostock      | Post-/ Logistikdienstleistungen        | 64,15                                                     |
| PIN Mail GmbH                     | Woltersdorf  | Post-/ Logistikdienstleistungen        | 71,61                                                     |
| TURBO P.O.S.T GmbH                | Neuruppin    | Post-/ Logistikdienstleistungen        | 71,61                                                     |

## Werbung, Kommunikation, Events
Neben der Vermarktung der redaktionellen Angebote bietet die Madsack Mediengruppe Werbe- und Kommunikationsdienstleistungen an. An einigen Standorten wurden zu diesem Zweck eigene Corporate Publishing-, Event- sowie Full-Service-Agenturen gegründet.
| Name der Gesellschaft               | Standort | Wesentliche Produkte, Dienstleistungen | Durchgerechneter wirtschaftlicher Beteiligungsprozentsatz |
| ----------------------------------- | -------- | --- | --------------------------------------------------------- |
| Leipzig Media GmbH                  | Leipzig  | Corporate Publishing, redaktionelle Dienstleistungen | 85,00                                                     |
| Madsack Medienagentur GmbH & Co. KG | Hannover | Werbekonzepte, Corporate Publishing, redaktionelle Dienstleistungen, Events (unter der Marke „festfabrik“) | 100,00                                                    |
| TVN CORPORATE MEDIA GmbH & Co. KG   | Hannover | Bedarfsanalyse und Consulting, Konzeption, Realisierung, Grafikdesign, Programmierung, Web TV mit Informations- und Schulungsfernsehen, Imagefilme, Produktfilme, Schulungsfilme, Industriefilme, Apps, Eventplanung | 100,00                                                    |

## Zentrale Dienstleistungen
| Name der Gesellschaft                      | Standort | Wesentliche Produkte, Dienstleistungen                                                        | Durchgerechneter wirtschaftlicher Beteiligungsprozentsatz |
| ------------------------------------------ | -------- | --------------------------------------------------------------------------------------------- | --------------------------------------------------------- |
| GUTENBERG RECHENZENTRUM GmbH & Co. KG      | Hannover | Zentraler Dienstleister für die Mediengruppe im Bereich IT-Dienstleistungen                   | 73,04                                                     |
| Madsack PersonalManagement GmbH            | Hannover | Zentraler Dienstleister für die personalwirtschaftlichen Aufgaben der Madsack-Unternehmen     | 100,00                                                    |
| Madsack Market Solutions GmbH              | Hannover |                                                                                               | 100,00                                                    |
| Madsack Markt & Media Service GmbH         | Hannover |                                                                                               | 100,00                                                    |
| Madsack Medien Campus GmbH & Co. KG        | Hannover | Interner Dienstleister für die zentrale Organisation des konzerninternen Ausbildungsprogramms | 100,00                                                    |
| MDG Medien Dienstleistungsgesellschaft mbH | Hannover | Interner Dienstleister für Rechnungswesen, Immobilienmanagement, allgemeine Dienstleistungen  | 100,00                                                    |

## Weitere Produkte und Dienstleistungen
| Name der Gesellschaft                             | Standort  | Wesentliche Produkte, Dienstleistungen                                                     | Durchgerechneter wirtschaftlicher Beteiligungsprozentsatz |
| ------------------------------------------------- | --------- | ------------------------------------------------------------------------------------------ | --------------------------------------------------------- |
| Havelcom Telemarketing Services GmbH              | Potsdam   | Call-Center-Dienstleistungen                                                               | 71,87                                                     |
| Laporte – Kartenshop GmbH                         | Hannover  | Ticketgeschäft (unter der Marke „HAZ/NP Tickets powered by Laporte“)                       | 100,00                                                    |
| Philapress Zeitschriften und Medien GmbH & Co. KG | Göttingen | Fachzeitschriften im Bereich Philatelie (Briefmarkenspiegel, Deutsche Briefmarken-Zeitung) | 99,00                                                     |
| Photowerk GmbH                                    | Gifhorn   | Foto-Presse-Agentur                                                                        | 100,00                                                    |
| RND RedaktionsNetzwerk Deutschland GmbH           | Hannover  | Redaktionsnetzwerk für überregionale Inhalte für regionale Tageszeitungen                  | 100,00                                                    |